# Fernando Alarza
Fernando Alarza (Talavera de la Reina, 23 marzo 1991) è un triatleta spagnolo.

## Carriera
Ha vinto i mondiali di Budapest 2010, nella categoria junior.
Nel 2012 è arrivato 2°, categoria élite,  dei Campionati Iberico-americani di Viña del Mar. È medaglia d'argento nella categoria under 23 dei mondiali di Auckland. Nello stesso anno sale sul gradino più basso del podio delle competizioni di coppa d'Africa di Larache e di coppa Europa di Quarteira.
Nel 2013 vince le due competizioni di coppa d'Europa di Banyoles e di Quarteira. Nello stesso anno vince ancora la medaglia d'argento nella categoria under 23 dei mondiali di Londra 2013.

## Titoli
- Campione mondiale di triathlon junior -  2010
- Campione nazionale di triathlon -  2016